# Dolinsk
Dolinsk (Russo: Долинск) é uma cidade em Oblast de Sacalina, o centro administrativo do distrito de Dolinsky. Em japonês, ela é conhecida como Ochiai (落合). População: 12.555 (censo de 2002); 15.653 (censo de 1989).